# Boycott culturel d'Israël
Les boycotts culturels d'Israël sont des actions mises en œuvre par les artistes pour le boycott d'Israël.

## Historique

### Genèse du mouvement
Des artistes de renom, dont les musiciens Roger Waters et Brian Eno, les écrivains Eduardo Galeano et Arundhati Roy, ainsi que les cinéastes Ken Loach et Jean-Luc Godard rejoignent en 2006 la campagne européenne de boycott universitaire et culturel d'Israël qui avait commencé au Royaume-Uni au printemps de l'année 2002.

### 2006
En Irlande, l'appel au boycott d'Israël est visible depuis au moins septembre 2006. À la suite des manifestations de janvier 2009 appelant au boycott, l’Irish Times a publié une lettre ouverte le 23 janvier 2009 puis le samedi 31 janvier 2009 a publié, en page 5, un "appel irlandais pour une justice en Palestine" recueillant environ 300 signataires, dont des députés, des sénateurs, des leaders politiques (dont Gerry Adams et Tony Benn), des dirigeants de syndicats, des professeurs et des artistes. En août 2010, 150 artistes irlandais s'engagent dans le boycott culturel d'Israël. En mai 2012, la liste des artistes irlandais qui soutiennent BDS atteint le nombre de 227.

### 2008
En 2008, le groupe U2 et Snoop Dogg ont également annulé leur concert.

### 2009
Les Yes Men écrivent une lettre pour expliquer leur retrait du festival du cinéma 2009 de Jérusalem.

### 2010
En 2010 à Montréal (Canada), 500 artistes, dont  Lhasa, Gilles Vigneault, Richard Desjardins, des membres de Bran Van 3000 ou A Silver Mt. Zion, s'engagent dans le boycott culturel d'Israël. Une centaine d'artistes norvégiens s'engagent également dans BDS. Même en Israël, des artistes de théâtre refusent de jouer en Cisjordanie. Ils sont soutenus par 150 intellectuels et artistes israéliens (dont Niv Gordon, Gideon Levy, Shlomo Sand, Zeev Sternhell,  David Grossman,  A.B. Yehoshua, Amos Oz), puis par 150 artistes américains (dont Vanessa Redgrave, Cynthia Nixon ou Tony Kushner).
En 2010 encore, le guitariste Carlos Santana, les chanteurs Elvis Costello, Gil Scott Heron, Devendra Banhart et Tommy Sands, les groupes Klaxons, Gorillaz, Leftfield, les Pixies, Faithless, Tindersticks et Massive Attack annulent leurs concerts en Israël. «Ce qu'ils font (les autorités israéliennes) n'est pas constructif et Dieu lui-même ne se serait jamais rendu (en Israël) dans une situation pareille», a déclaré Carlos Santana. Annie Lennox, quant à elle, réaffirme qu'elle ne se rendra pas en Israël.
Les acteurs Dustin Hoffman et Meg Ryan annulent leur participation à un festival en Israël en 2010, à la suite de l'attaque de la « flottille de la paix » par l'armée israélienne. Le metteur en scène britannique Mike Leigh annule une visite, prévue fin novembre à l'école de Cinéma et Télévision Sam Spiegel de Jérusalem. « J'ai toujours éprouvé des réserves concernant ma venue, en particulier après le catastrophique raid (de la marine israélienne) contre la flottille » en partance pour forcer le blocus israélien de Gaza, qui fait neuf morts en mai, neuf Turcs, parmi les passagers d'un ferry, écrit-il. « Depuis lors, les agissements de votre gouvernement vont de mal en pis, et je suis de plus en plus mal à l'aise à propos de ma visite. Si elle devait se confirmer, elle apparaîtrait sans nul doute comme un soutien implicite de ma part à Israël », a-t-il déclaré.
Les écrivains Henning Mankell (qui se trouvait à bord de la Flottille de la Liberté), Iain Banks et Alice Walker publient des déclarations dans la presse en faveur du boycott culturel de l'État israélien.
Toujours en 2010, le réseau de cinémas Utopia déprogramme un film israélien « À cinq heures de Paris », exprimant sa « désapprobation concernant l'agression israélienne contre les navires pacifistes qui voguaient vers Gaza ».

### 2011
En janvier 2011, Vanessa Paradis annule son concert prévu à Tel Aviv. Elle et Johnny Depp annulent même leur voyage prévu en Israël. Le mois suivant, le chanteur classique Thomas Quasthoff annule les 6 concerts qu'il avait prévu de donner en Israel.
En 2011, de nombreux autres artistes annulent leurs concerts en Israël: le chanteur américain Jon Bon Jovi, le groupe sud-africain Ladysmith Black Mambazo, le chanteur britannique Marc Almond, le guitariste américain Andy McKee, le groupe de heavy metal américain August Burns Red, le chanteur punk américain Jello Biafra, ancien chanteur des Dead Kennedys, le groupe moldave Zdob si Zdub, le groupe de jazz américain Tuba Skinny, le pianiste américain Jason Moran, et le pianiste portoricain Eddie Palmieri (ces trois derniers annulent leur participation au festival de jazz d'Eilat), le rappeur sud-african Ewok, le rappeur américain MF Doom, le groupe britannique Yardbirds, la grecque Martha Frintzila et le turc Hosam Hayek (ces deux derniers annulent leur participation au festival de Oud de Jérusalem), la chanteuse française Mireille Mathieu, la chanteuse malienne Oumou Sangaré, le chanteur américain Joe Lynn Turner et le jeune musicien de dubstep britannique Joker...
En septembre 2011, la chanteuse anglo-égyptienne Natacha Atlas annule sa tournée en Israël et publie une déclaration très claire: "Je croyais que jouer en Israël aurait été une occasion unique d'encourager et de soutenir l'opposition de mes fans aux actions et à la politique du gouvernement actuel. J'aurais personnellement demandé à mes fans israéliens de lutter contre cet apartheid avec la paix dans leurs cœurs, mais après de longues délibérations, je vois maintenant qu'un acte plus efficace serait de ne pas aller en Israël, tant que l'apartheid systématique n'est pas aboli une fois pour toutes. Par conséquent, je retire publiquement ma décision bien-intentionnée d'aller me produire en Israël, et j'espère sincèrement que cette décision représente une déclaration efficace contre ce régime.".
Le groupe britannique Faithless et son leader David Randall confirment leur engagement dans BDS en publiant le clip "Freedom For Palestine" avec le collectif "One World" qui comprend entre autres Maxi Jazz, Sudha et Andy Treacy (de Faithless), Jamie Catto (de One Giant Leap), Harry Collier (de Kubb), Phil Jones (de Specimen A), Mark Thomas, Lowkey, Michael Rosen, LSK, Andrea Britton, Attab Haddad, Joelle Barker, de superbes chœurs du Durban Gospel Choir (d'Afrique du Sud) et des membres du London Community Gospel Choir... Par ailleurs, le chanteur espagnol Paco Ibanez déclare dans un journal français qu'il boycottera dorénavant la langue israélienne, qu'il parle pourtant, pour des motifs politiques.
En 2011, des artistes qui se sont rendus en Israël en 2010 malgré la campagne BDS affirment regretter leur acte et qu'ils n'y retourneront plus. C'est le cas du chanteur américain Pete Seeger, de la chanteuse hollandaise Denise Jannah, et de la chanteuse américaine Macy Gray.
150 artistes suisses signent un appel au boycott culturel d'Israël. Un réseau de punks à travers le monde, "Punks Against Apartheid", se met en place pour convaincre d'autres artistes punks de rejoindre la campagne de boycott culturel. Un groupe d'artistes indiens annule sa participation à une exposition en Israël. L'AMARC (Association mondiale des radiodiffuseurs communautaires) rejoint la campagne BDS. 
En juillet 2011, la réalisatrice américaine Barbara Hammer refuse un prix de la Fondation Juive pour la Culture Nationale, et refuse de présenter ses films dans des endroits qui reçoivent un financement du gouvernement israélien. En octobre, le réalisateur irlandais John Michael Mc Donagh annule aussi sa participation au festival du film de Haifa.
En 2011 toujours, la star du basket américain, Kareem Abdul-Jabbar, annule son voyage en Israël,. Enfin, une escrimeuse tunisienne, Sarra Besbes, et un joueur d'échecs iranien, Ehsan Ghaem Maghami, boycottent leurs matches face à des adversaires israéliens.

### 2012
Lenny Kravitz, pris par le tournage du film Le Majordome (The Butler), et les pressions reporte un concert à Tel Aviv. Stevie Wonder annule sa participation à un concert-bénéfice prévu le 6 décembre pour lever des fonds pour l'armée israélienne.

### 2013
Menacé, Eric Burdon, du groupe The Animals, annule son concert en Israël puis Salif Keita, le sien, prévu à Jérusalem-Est, le 23 août.

### 2014
Moddi annule son concert en Israël. Roger Waters encourage les Rolling Stones à annuler à leur tour leur concert. Danny Glover à l'occasion de la projection de son documentaire, Révolution américaine : The Evolution of Grace Lee Boggs appelle également au boycott d'Israël. À la suite du déclenchement de l'opération Bordure protectrice, les Backstreet Boys, Neil Young, Paul Anka et le groupe America annulent leurs concerts.
Une tribune est publiée par Le Guardian pour opposer son refus de la politique du gouvernement israélien, signée par Aki Kaurismäki, Alice Walker, Desmond Tutu, Betty Williams, Brian Eno, Caryl Churchill, Chris Hedges, Cynthia McKinney, Etienne Balibar, Federico Mayor Zaragoza, Frei Betto, Gillian Slovo, Ilan Pappé, James Kelman, Janne Teller, Jody Williams, John Berger, John Dugard, John Pilger, Judith Butler, Ken Loach, Mairead Maguire, Michael Ondaatje, Mike Leigh, Naomi Wallace, Noam Chomsky, Nurit Peled, Rashid Khalidi, Richard Falk, Rigoberta Menchú, Roger Waters, Ronnie Kasrils, Saleh Bakri, Slavoj Žižek et Tom Leonard. Quelques jours plus tard, Sinead O'Connor annule également son concert. Spike Jonze annule une classe de maître prévue au festival de Jérusalem. Le 11 août, Lana Del Rey annule à son tour son concert[réf. nécessaire].

### 2016
Des perturbateurs essayent vainement le 5 janvier 2016 d'interrompre au nom du boycott d'Israël la représentation de la Batsheva Dance Company à l'opéra de Paris.

### 2017
La chanteuse Lorde annule son concert à Tel-Aviv après avoir reçu des appels en ce sens de la part des partisans d’un boycott d’Israël.